# Oryzopsis asperifolia
Oryzopsis asperifolia là một loài thực vật có hoa trong họ Hòa thảo. Loài này được Michx. mô tả khoa học đầu tiên năm 1803.

## Hình ảnh

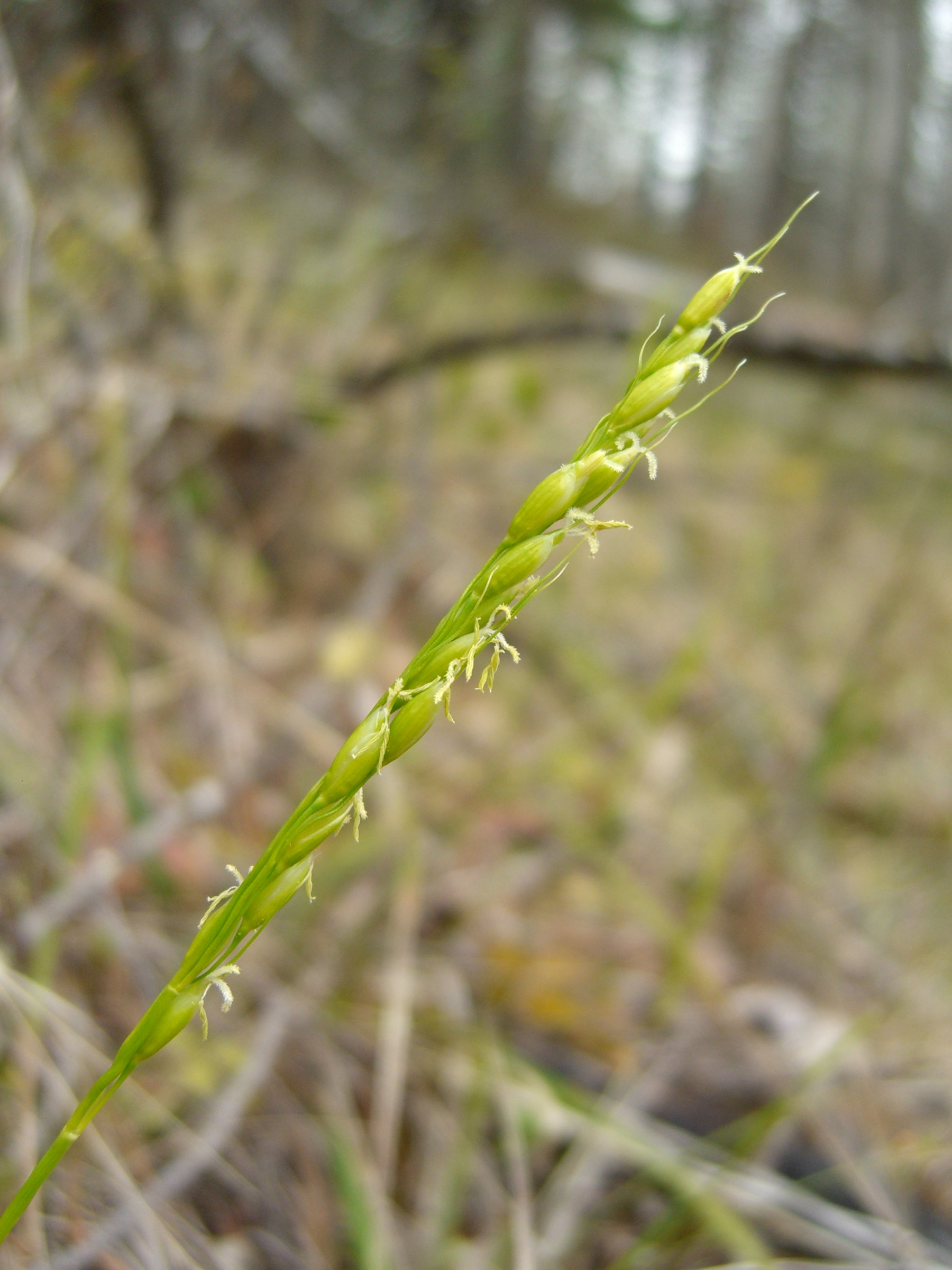